# 鳥取県道322号大江船岡線
鳥取県道322号大江船岡線（とっとりけんどう322ごう おおえふなおかせん）は、鳥取県八頭郡八頭町を通る一般県道である。

## 概要
八頭郡八頭町大江から八頭郡八頭町船岡殿に至る。

### 路線データ
- 起点：鳥取県八頭郡八頭町大江
- 終点：鳥取県八頭郡八頭町船岡殿（船岡殿交差点、国道482号交点）

## 歴史
- 1993年（平成5年）4月1日 - 鳥取県告示第354号により鳥取県道322号大江船岡線として認定される[1]。

前身は鳥取県道197号栃谷船岡線（同年3月31日付鳥取県告示第347号により廃止）。鳥取県道197号栃谷船岡線のうち、八頭郡船岡町大江字栃谷（起点） - 八頭郡船岡町殿・殿交差点間が本路線になった。鳥取県道197号栃谷船岡線の残部は国道482号になった。

## 地理

### 通過する自治体
- 鳥取県
  - 八頭郡八頭町

### 交差する道路
| 交差する道路 | 交差する場所 | 交差する場所        |
| ------------ | ------------ | ------------------- |
| 国道482号    | 船岡殿       | 船岡殿交差点 / 終点 |

### 沿線
- 船岡竹林公園（終点付近）